# いつかどこかで (1937年の曲)
「いつかどこかで」（Where or When）は、1937年に発表された楽曲。ショー・チューン『ベイブス・イン・アームズ』のために書かれた。作詞はロレンツ・ハート、作曲はリチャード・ロジャース。

## 収録した主な録音アーティスト
- ディオン・アンド・ザ・ベルモンツ
- フランク・シナトラ
- ディーン・マーティン
- ウィントン・マルサリス
- レナ・ホーン
- アーティ・ショウ
- ペギー・リー＆ベニー・グッドマン
- エラ・フィッツジェラルド
- デューク・エリントン
- レッド・ガーランド[2]
- トニー・ベネット[3]
- アンディ・ウィリアムス
- ブライアン・フェリー[4]
- ジュリー・ロンドン
- ロッド・スチュワート
- バーブラ・ストライサンド
- ジョージ・マイケル
- ダイアナ・クラール